# Federation Council
Koordinaten: 35° 28′ S, 146° 14′ O

Das Federation Council ist ein lokales Verwaltungsgebiet (LGA) im australischen Bundesstaat New South Wales. Das Gebiet ist 5.685 km² groß und hat etwa 13.000 Einwohner.
Federation Council liegt im Süden des Staates an der Grenze zu Victoria etwa 290 km westlich der australischen Hauptstadt Canberra und 220 km nordwestlich von Melbourne. Das Gebiet umfasst 21 Ortsteile und Ortschaften: Collendina, Coreen, Corowa, Daysdale, Hopefield, Howlong, Lowesdale, Redlands, Rennie, Ringwood, Sanger und Teile von Balldale, Boree Creek, Bundure, Jerilderie, Morundah, Mulwala, Oaklands, Rand, Savernake und Urana. Der Verwaltungssitz des Councils befindet sich in der Stadt Corowa im Süden an der Grenze zu Victoria, wo etwa 5.600 Einwohner leben.
Das Federation Council entstand am 12. Mai 2016 durch den Zusammenschluss von Corowa Shire und Urana Shire.

## Verwaltung
Das Verwaltungsgremium, das wie die LGA Federation Council heißt, hat neun Mitglieder. Sie werden von allen Bewohnern der LGA gewählt. Das Gebiet ist nicht in Bezirke untergliedert. Aus dem Kreis der Councillor rekrutiert sich auch der Mayor (Bürgermeister) des Councils.